# Gamaliel Díaz
Pour les articles homonymes, voir Diaz.
Gamaliel Díaz est un boxeur mexicain né le 14 février 1981 à Tacámbaro.

## Carrière
Champion d'Amérique du Nord NABF des poids plumes en 2005, il devient champion du monde des super-plumes WBC le 27 octobre 2012 en battant aux points le japonais Takahiro Aoh mais perd son titre dès le combat suivant face à Takashi Miura le 8 avril 2013.